# Leap Motion
Leap Motion（リープモーション）は、2012年にLeap Motion社から販売された手のジェスチャーによってコンピュータの操作ができる入力機器である。
マウスや画面タッチを用いずに操作ができる体感型のシステムで、ジェスチャーによって直観的に操作することが可能となる。
今までのどの3次元入力デバイスよりも200倍正確で、1/100mmの間隔で動作を認識する。

## 仕様

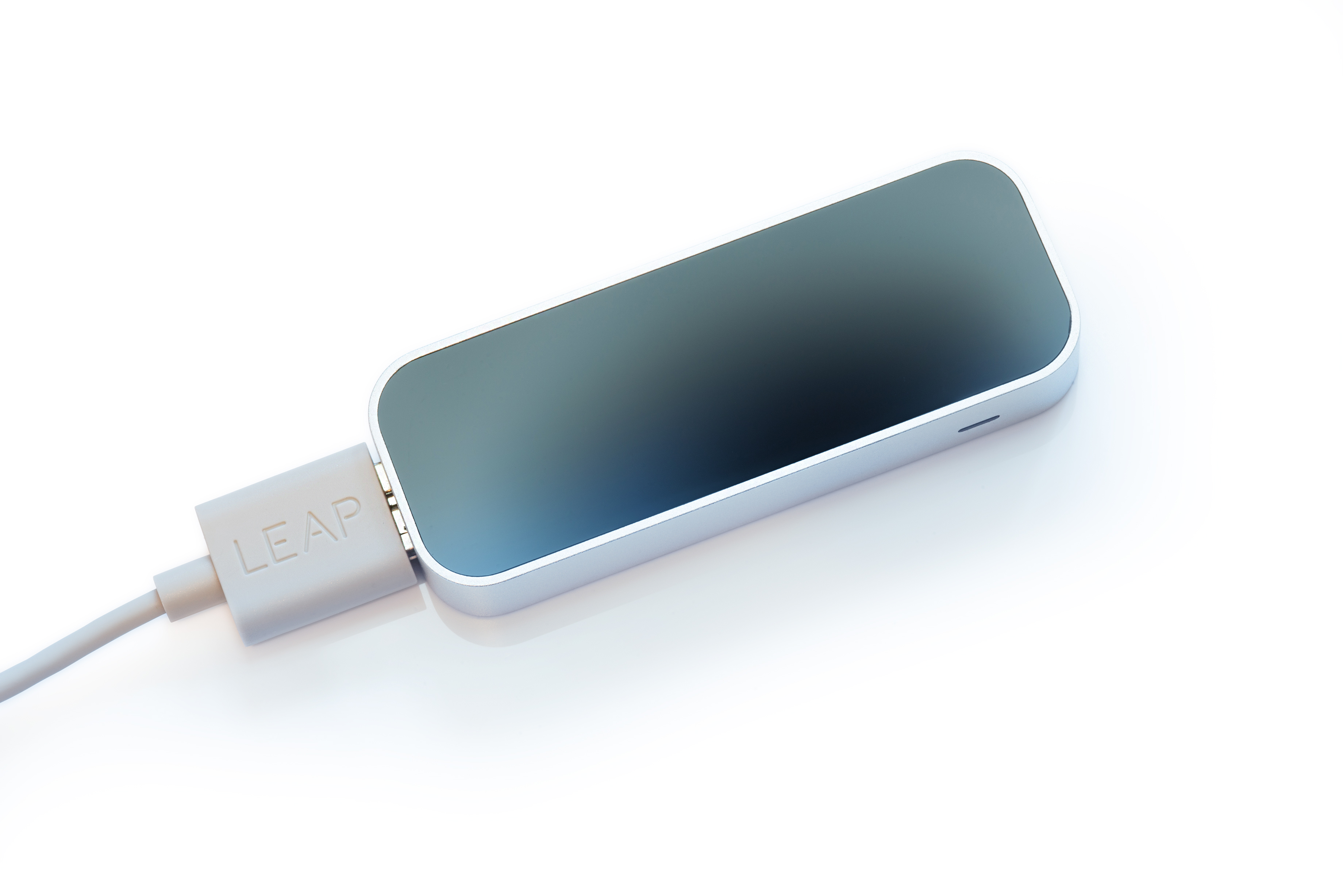
Leap Motionデバイスの外観

コンピュータの手前に置かれるように設計された小型USB周辺装置である。2基の赤外線カメラと赤外線照射LEDから構成されている。
赤外線LEDに照らされた手や指を2基の赤外線カメラで撮影し、画像解析によって3D空間での手や指の位置を割り出す。検知できる範囲は半径50センチ程度、中心角110度の空間で、手、指、ペンのようなポイントを指し示すツールを0.01ミリの精度で認識する。これにより、さまざまなモーションコントロールを実現している。
両手と10本の指をそれぞれ独立して同時に認識することができる。従来技術との差は、「腕を振ってスワイプ入力」と「指先でサイン」の差である。それにより、例えば手の指の動きをコンピューターの中で再現したり、宙で書いたサインがコンピューターの中にも書かれるといったことが可能になる。
マウスやタッチスクリーンより正確で素早く、キーボード並みに確実なデバイスである。トラッキング速度はバランスモードで120fps (150fps)、精度重視のプレシジョンモードで60fps (80fps)、速度重視の高速モードでは214fps (295fps) である（括弧内はUSB 3.0接続時）。
Leap Motionは、モーションキャプチャできるのは、両手と指10本で、解析は専用のソフトウェアによって行なわれる。手や指の動きは3次元的に捉えることが可能で、上下左右、前後への移動はもちろん、ひねりなどの動作もしっかり捉えられる。

### アプリケーション
Leap Motionには、マーケットプレース「AirSpace」が用意されている。無料から有料（9.99USドル）まで複数のアプリが入手可能になっている。
両手を使ってステアリング操作を行なうレースゲーム、テニスのようにボールを弾いて奥のブロックを壊していくブロック崩しのようなものなど、モーションコントロールでのプレイに最適なゲームが多い。また、ゲーム以外にも、Leap Motion対応のGoogle Earthやお絵かきアプリなどが用意されている。
専用SDKが配布されているため、公式アプリ以外でも対応を実装しているものは多く、「Luppet」「3tene」などの3Dキャラクター表示ソフトでの採用はバーチャルYouTuber用途として広く需要を獲得している。